# Brane Zéro
Brane Zéro est une série de bande dessinée de science-fiction post-apocalyptique française créée par l'auteur Mathieu Thonon, éditée en 2014 par Akileos.
La série est terminée.

## Descriptions

### Synopsis
Dans un monde post-apocalyptique, un jeune homme tente de faire un déplacement spatio-temporel afin de s'aider lui-même, étant adolescent, accompagné de son grand-père tout en prenant garde aux monstres qui absorbent les couleurs et métamorphosent les êtres vivants en statues…
« La Brane est comme un rail sur lequel notre univers avance à travers le temps. En permanence,nos actions, nos hésitations,nos choix créent d'autres mondes parallèles, d'autres rails [...]. Mais ces mondes parallèles sont par nature éphémères, il ne peut y avoir qu'une seule réalité [...]. Cette Brane principale, notre monde, est appelé la "Brane zéro". »

### Personnages
Henri (Henri Gates)Le jeune blond se téléporte avec une boîte de machine huit ans plus tôt pour se sauver, alors qu'il survivait avec son grand-père dans un monde englouti.
PapiLe grand-père de Henri, d'abord transformé en statue par un monstre avant de réapparaître de façon incompréhensible.
EganLe chef de bande — avec Marco, celui qui peint sur son visage et sur le sol l'étrange signature en kanji rouge permettant d'attirer les monstres.
NacerUn scientifique qui, en compagnie de ses collègues, a émergé une brane parallèle baptisée « Brane Delta » d'où l'origine des monstres. Pour tester le projet Heisenberg, il envoie au passé des commandos.
KarmapaLa chef des scientifiques
HerikessenUne des commandos, avec Egan et Marco, ayant pour mission de ramener Henri.

### Monstres
Les « Muppets » ou « Langoliers »D'une taille incroyable et d'une couleur bleu, ils ont le corps ovale, la tête sphérique et les pattes en forme de longs rubans flottant. Leur arme redoutable est un crachat qui permet de dévorer de différentes couleurs et transformer tous formes de vie en statue. La bande d'Egan les appelle « Muppets » et les scientifiques, « Langoliers » en référence au titre d'une nouvelle de Stephen King, paru dans le recueil Minuit 2 en 1990.
Le monstre sous forme humaineIl a la tête qui rappelle à une tortue et le corps comme qui dirait humain, bizarrement habillé d'une veste semblable à celle de Henri ainsi que la fameuse machine que souhaitent à tout prix les « Langoliers ». Le plus étrange, c'est qu'il parle et possède un pouvoir spectaculaire.

### Clins d'œil
Comme l'a bien remarqué Lise Famelart de Planète BD, « l’auteur semble largement s’être inspiré de Katsuhiro Ōtomo et de son manga Akira. L’influence de Mœbius et Bilal semblent être aussi présentes ». De même, pour le chroniqueur Antoine Perroud de BD Gest', « Brane Zéro porte (...) la marque du créateur d'Akira ».

## Postérité

### Accueil critique
Le chroniqueur Fredgri du site Sceneario voit ce nouvel album « très astucieusement amené, avec ce qu'il faut d'action, de mystère et de pistes ouvertes vers une hypothétique suite qui promet d'être vraiment très prenante ».
Pour le second tome, il y a des critiques plutôt favorables, ainsi Fredgri de Sceneario crie haut et fort que c'est « Une série très intrigante qui pose de très bonne question et propose une excellente intrigue ! Une science-fiction fraîche et moderne ! Très conseillé ! » et, également, M. Moubariki de BD Gest' conclut que le dernier tome « était donc attendu pour se faire un avis définitif sur cette ambitieuse série. Force est de constater que le jeune auteur retombe sur ses pieds. Son aisance narrative lui permet de livrer un second tome solide riche de multiples explications techniques sur lesquelles le lecteur pourra revenir à loisir ».

## Publications
- 1 Brane Zéro, tome 1, Akileos,  (ISBN 978-2-355-74167-8), septembre 2014
Scénario, dessin et couleurs : Mathieu Thonon
- 2 Brane Zéro, tome 2, Akileos,  (ISBN 978-2-355-74250-7), janvier 2016
Scénario, dessin et couleurs : Mathieu Thonon